# Paralychnophora
Paralychnophora là một chi thực vật có hoa trong họ Cúc (Asteraceae).

## Loài
Chi Paralychnophora gồm các loài: